# Juraj Majdan
Juraj Majdan (* 20. srpna 1991 Dubnica) je slovenský profesionální hokejista hrající Tipsport ligu.
Nastupuje na pozici útočníka.
Je vysoký 177 centimetrů, váží 87 kilogramů.
Juraj Majdan zahájil svou extraligovou kariéru v roce 2009 v týmu HC Verva Litvínov.
Od roku 2015 hraje slovenskou nejvyšší hokejovou soutěž.
29.5.2019 byl oznámen jeho přestup do klubu HC Košice.

## Hráčská kariéra
- 2009/2010 HC Benzina Litvínov
- 2010/2011 HC Benzina Litvínov
- 2011/2012 HC Verva Litvínov
- 2012/2013 HC Verva Litvínov
- 2013/2014 HC Verva Litvínov
- 2014/2015 HC Verva Litvínov
- 2015/2016 HC 05 iClinic Banská Bystrica
- 2016/2017 HKm Zvolen
- 2017/2018 HK Poprad
- 2018/2019 HK Nitra
- 2019/2020 HC Košice